# Edoardo di Lancaster
Edoardo di Lancaster, Principe di Galles (Edward of Westminster; Palazzo di Westminster, 13 ottobre 1453 – Tewkesbury, 4 maggio 1471) è stato un principe reale inglese, unico figlio di re Enrico VI e della regina Margherita. Era conosciuto anche col nome di "Edoardo di Westminster".
Morì nella battaglia di Tewkesbury, l'unico erede legittimo al trono inglese a cadere in battaglia.

## Biografia
Era l'unico figlio di Enrico VI d'Inghilterra e della consorte Margherita d'Angiò.
Al tempo della sua nascita, avvenuta nel Palazzo di Westminster, non erano ancora sorte contese tra i sostenitori di Enrico VI e di  Riccardo Plantageneto, III duca di York, che successivamente reclamò per sé il trono. Enrico si rivelò inoltre affetto da disturbi mentali, i quali lo resero sempre più inadatto a ricoprire il ruolo di sovrano. Si diffusero poi le voci secondo cui Edoardo fosse in realtà un figlio illegittimo; egli sarebbe nato da una relazione tra la regina e uno dei suoi sostenitori, Edmund Beaufort, primo duca di Somerset, o James Butler, conte di Wiltshire. Enrico tuttavia non dubitò mai della legittimità di suo figlio e lo investì del titolo di principe di Galles nel 1454.

## La guerra per il trono
Nel 1460 Enrico fu catturato dai sostenitori del duca di York nella battaglia di Northampton e venne portato a Londra. Il duca di York venne dissuaso dal rivendicare subito il trono ma indusse il Parlamento ad approvare l'Atto di Accord, col quale ad Enrico venne concesso di regnare ma Edoardo venne diseredato e sarebbero succeduti gli York alla morte di Enrico.
Margherita e Edoardo nel frattempo fuggirono in Cheshire. Successivamente raggiunsero la salvezza in Galles e poi in Scozia dove Margherita trovò l'appoggio dei nemici del duca di York per sostenere Edoardo come pretendente al trono.
Con l'esercito di grandi dimensioni che Margherita riuscì a creare, marciarono verso sud riuscendo a sconfiggere Riccardo e ad ucciderlo in seguito alla battaglia di Wakefield. 
Dopo aver sconfitto nella seconda battaglia di St Albans l'esercito di Richard Neville, uno dei sostenitori più importanti degli York, Enrico venne rilasciato sul campo di battaglia. Due cavalieri di Neville, William Bonville, primo Barone di Bonville e Sir Thomas Kyriell vennero catturati. Il giorno dopo la battaglia, Margherita chiese a Edoardo quale morte sarebbe toccata ai prigionieri il principe diede disposizione di decapitarli.

## Esilio in Francia
La regina commise però l'errore di esitare a marciare su Londra e successivamente si ritirò. Margherita ed Edoardo fuggirono di nuovo in Scozia dove nei successivi tre anni la regina riuscì ad alimentare diverse rivolte nelle contee settentrionali dell'Inghilterra, ma alla fine fu costretta a salpare per la Francia, dove lei e il figlio mantennero una propria corte in esilio. Enrico nel frattempo venne di nuovo catturato e tenuto prigioniero nella Torre di Londra.
Dopo diversi anni di esilio, Margherita si alleò il rinnegato Neville. Luigi XI di Francia volle iniziare una guerra con la Borgogna, alleata del re inglese Edoardo IV di York. La regina credette così di poter aiutare il re francese avendo in cambio il suo appoggio a riconquistare il trono per suo figlio. Per suggellare tale patto Luigi fece fare a Edoardo da padrino a suo figlio Carlo; inoltre al Principe Edoardo venne data in sposa Anna Neville, figlia più giovane di Richard, nel dicembre del 1470.

## Battaglia di Barnet e Tewkesbury
Neville tornò in Inghilterra e sconfisse Edoardo IV con l'aiuto del fratello più giovane del re, Giorgio Plantageneto, I duca di Clarence che si era unito ai ribelli. Edoardo IV, suo fratello Riccardo duca di Gloucester  e Lord William Hastings fuggirono in esilio in Borgogna, mentre Neville restaurò sul trono Enrico VI.
Edoardo con la madre e la moglie arrivarono in Inghilterra all'inizio del 1471. Poco prima della battaglia di Barnet, Clarence si riconciliò con Edoardo IV il quale perdonò il tradimento del fratello; insieme combatterono e riuscirono a uccidere Neville.
Con poche speranze di successo, l'inesperto principe Edoardo e sua madre Margherita affrontarono l'esercito reale nella battaglia di Tewkesbury, dove Edoardo venne ucciso.
Il corpo di Edoardo venne sepolto nell'abbazia di Tewkesbury. Anna Neville, ormai vedova, sposò il duca di Gloucester, al quale era stata promessa sposa prima e che alla fine riuscì a diventare sovrano con il nome di  Riccardo III nel 1483.
Secondo alcuni resoconti, poco dopo la fine dei Lancaster a Tewkesbury, un piccolo contingente di uomini sotto il comando del duca di Clarence trovò il principe nei pressi di un boschetto dove fu subito decapitato su una roccia di fortuna, nonostante le sue suppliche. Paul Murray Kendall, un biografo di re Riccardo III, accettava questa versione dei fatti.
Un'altra versione di quello che accadde si trova in tre fonti risalenti al periodo dei Tudor: La Grande Cronaca di Londra , Polidoro Virgili e Edward Hall. In seguito fu oggetto di sceneggiatura da parte di William Shakespeare in Enrico VI, parte III, atto V, scena V. La storia che tali fonti sostenevano è che il principe fosse sopravvissuto alla battaglia e poi preso prigioniero. Egli sarebbe poi stato portato davanti al vincitore Edoardo IV, che era con George, Duca di Clarence, Riccardo, duca di Gloucester, e William, Lord Hastings. Il re ricevette il principe graziosamente e gli chiese: "Come puoi tu entrare nel mio regno con le bandiere rivolte contro di me?". Il principe rispose con aria di sfida "per recuperare la corona di mio padre e la mia eredità". Il re allora colpì il principe sul viso con il guanto di sfida e gli altri tre uccisero il principe con le loro spade. Alison Weir, una storica del periodo, accetta questa versione dei fatti.

## Ascendenza
|                         |                  |                           | Genitori                          |  |  | Nonni |  |  | Bisnonni                |  |  | Trisnonni                                  |  |
|                         |                  |                           |                                   |  |  |       |  |  | Enrico IV d'Inghilterra |  |  | Giovanni Plantageneto, I duca di Lancaster |  |
|                         |                  |                           |                                   |  |  |       |  |  | Enrico IV d'Inghilterra |  |  | Giovanni Plantageneto, I duca di Lancaster |  |
|                         |                  | Bianca di Lancaster       |                                   |  |  |       |  |  | Enrico IV d'Inghilterra |  |  |                                            |  |
| Enrico V d'Inghilterra  |                  |                           |                                   |  |  |       |  |  | Enrico IV d'Inghilterra |  |  |                                            |  |
|                         |                  | Maria di Bohum            | Humphrey di Bohum                 |  |  |       |  |  |                         |  |  |                                            |  |
|                         |                  | Maria di Bohum            | Humphrey di Bohum                 |  |  |       |  |  |                         |  |  |                                            |  |
|                         |                  | Maria di Bohum            | Joan FitzAlan                     |  |  |       |  |  |                         |  |  |                                            |  |
| Enrico VI d'Inghilterra |                  | Maria di Bohum            |                                   |  |  |       |  |  |                         |  |  |                                            |  |
|                         |                  | Carlo VI di Francia       | Carlo V di Francia                |  |  |       |  |  |                         |  |  |                                            |  |
|                         |                  | Carlo VI di Francia       | Carlo V di Francia                |  |  |       |  |  |                         |  |  |                                            |  |
|                         |                  | Carlo VI di Francia       | Giovanna di Borbone               |  |  |       |  |  |                         |  |  |                                            |  |
| Caterina di Valois      |                  | Carlo VI di Francia       |                                   |  |  |       |  |  |                         |  |  |                                            |  |
|                         |                  | Isabella di Baviera       | Stefano III di Baviera-Ingolstadt |  |  |       |  |  |                         |  |  |                                            |  |
|                         |                  | Isabella di Baviera       | Stefano III di Baviera-Ingolstadt |  |  |       |  |  |                         |  |  |                                            |  |
|                         |                  | Isabella di Baviera       | Taddea Visconti                   |  |  |       |  |  |                         |  |  |                                            |  |
| Edoardo di Lancaster    |                  | Isabella di Baviera       |                                   |  |  |       |  |  |                         |  |  |                                            |  |
|                         | Luigi II d'Angiò | Luigi I d'Angiò           |                                   |  |  |       |  |  |                         |  |  |                                            |  |
|                         | Luigi II d'Angiò | Luigi I d'Angiò           |                                   |  |  |       |  |  |                         |  |  |                                            |  |
|                         | Luigi II d'Angiò | Maria di Blois            |                                   |  |  |       |  |  |                         |  |  |                                            |  |
| Renato d'Angiò          | Luigi II d'Angiò |                           |                                   |  |  |       |  |  |                         |  |  |                                            |  |
|                         |                  | Iolanda d'Aragona         | Giovanni I d'Aragona              |  |  |       |  |  |                         |  |  |                                            |  |
|                         |                  | Iolanda d'Aragona         | Giovanni I d'Aragona              |  |  |       |  |  |                         |  |  |                                            |  |
|                         |                  | Iolanda d'Aragona         | Iolanda di Bar                    |  |  |       |  |  |                         |  |  |                                            |  |
| Margherita d'Angiò      |                  | Iolanda d'Aragona         |                                   |  |  |       |  |  |                         |  |  |                                            |  |
|                         |                  | Carlo II di Lorena        | Giovanni I di Lorena              |  |  |       |  |  |                         |  |  |                                            |  |
|                         |                  | Carlo II di Lorena        | Giovanni I di Lorena              |  |  |       |  |  |                         |  |  |                                            |  |
|                         |                  | Carlo II di Lorena        | Sofia di Württemberg              |  |  |       |  |  |                         |  |  |                                            |  |
| Isabella di Lorena      |                  | Carlo II di Lorena        |                                   |  |  |       |  |  |                         |  |  |                                            |  |
|                         |                  | Margherita del Palatinato | Roberto del Palatinato            |  |  |       |  |  |                         |  |  |                                            |  |
|                         |                  | Margherita del Palatinato | Roberto del Palatinato            |  |  |       |  |  |                         |  |  |                                            |  |
|                         |                  | Margherita del Palatinato | Isabella di Norimberga            |  |  |       |  |  |                         |  |  |                                            |  |
|                         |                  | Margherita del Palatinato |                                   |  |  |       |  |  |                         |  |  |                                            |  |